# Resígaro
Resígaro ist eine indigene Sprache aus der Familie der Arawak-Sprachen, die in Peru im Departement Loreto gesprochen wird.
Derzeit ist Resígaro eine unmittelbar vor dem Aussterben stehende Sprache. Gesprochen wurde sie im Nordosten von Peru in den Ortschaften Puerto Isango und Brillo Nuevo am Río Yahuasyacu, einem Nebenfluss des Río Ampiyacu, der bei Pebas in den Amazonas mündet. Die Hauptsprachen aller Resígaros sind heute Bora oder Ocaina, beide aus der Bora-Witoto-Familie, wobei Resígaro eine Sprache mit begrenzterem Gebrauch war.

## Geschichte und Verbreitung
Es gibt nur wenige Informationen über die Geschichte der Resígaros, wie es auch der Fall mit anderen Volksgruppen der Region wie den Boras, Witotos und Ocainas ist.
Thomas Whiffen stieß 1915 auf die Resígaros bei der Erforschung der vorgenannten indigenen Stämme, die in Kolumbien am Ufer des Japurá (Caquetá), nördlich des Río Cahuinari, siedelten. Schon zu dieser Zeit waren die Bewohner eine Minderheit in der Region (etwa tausend Individuen, verglichen mit etwa 15.000 Boras). Die lexikalischen Belege weisen darauf hin, dass die Bewohner in dieser Region aus den weiter nördlich bzw. weiter östlich gelegenen Regionen Içana und Vaupés stammen. Die Sprache Resígaro hat aus dem Kontakt mit den Boras zahlreiche Elemente ihrer Sprache entliehen, hat aber auch  Gemeinsamkeiten im  Wortschatz mit  den Tariana und den Baniwa, die in ihrer ursprünglichen Region leben. Ende 2016 gab es nur noch einen einzigen Resígaro-Sprecher, nachdem dessen Schwester, Rosa Andrade Ocagane, getötet worden war.

## Klassifizierung
Resígaro gehört zum nördlichen Zweig der Arawak-Sprachen, innerhalb derer es die am südlichsten gesprochene Sprache ist. Unter den Sprachen des nördlichen Zweigs weist Resígaro die meisten lexikalischen Übereinstimmungen mit Tariana und Kurripako im weiter nördlich gelegenen Sprachgebiet Vaupés-Içana auf. Dies deutet darauf hin, dass die Resígaros von einem nördlicheren Siedlungsgebiet in den Süden gewandert sind. Der Kontakt mit den Bora-Witoto-Sprachen führte zu einer umfangreichen Neustrukturierung der Resígaro-Grammatik, die aus diesem Grund heute eine atypische Arawak-Sprache darstellt. Ursprünglich wurde Resígaro als eine dem Bora verwandte Sprache eingestuft, da beide etwa 25 % des Vokabulars teilen, bis sich aufgrund einer besseren Datenlage herausstellte, dass Resígaro mit Tariana und Baniwa, den Sprachen des oberen Vaupés, etwas über 50 % des Vokabulars gemeinsam hat. Grammatikalisch hat Resígaro aufgrund grammatischer Entlehnungen viele Strukturen mit Bora gemeinsam.
Da sich die Resígaros aber außerhalb des oberen Vaupés-Gebiets niederließen, unterlagen sie dem sprachlichen  Einfluss von Bora und Witoto. Tatsächlich waren schließlich alle Resígaro-Sprecher zwei- oder dreisprachig und sprachen neben Resígaro eine andere Witoto-Sprache. Das hat zu einer weitreichenden Umstrukturierung der Resígaro-Grammatik geführt, so dass sich Resígaro trotz der lexikalischen Verwandtschaft mit den Arawak-Sprachen des oberen Vaupés grammatikalisch sehr von diesen unterscheidet.

### Sprachliche Beschreibung
Bora-Witoto-Entlehnungen sind im Resígaro sowohl im Grundwortschatz, insbesondere bei Pronomen und Nominalsuffixen, als auch im Sekundärvokabular vorhanden.